# Montefí
Montefí, ou selon son nom complet le village talayotique de Montefí, est un site archéologique situé dans la municipalité Ciutadella de Menorca sur l'île espagnole des Baléares de Minorque. Le village est daté de l'âge du fer et  appartient à la culture talayotique.

## Historique
Le village est fondé au début du Ier millénaire av. J.-C. et à son apogée c'était l'un des plus grands de l'ouest de Minorque. Il fut occupé jusqu'à la période romaine (123 av. J.-C.). Émile Cartailhac mentionne le site, alors appelé « L'Hostal », dans son ouvrage de 1892 Monuments primitifs des îles Baléares. A cette époque, le site comportait encore quatre talayots, douze hypogées et les restes de nombreuses maisons cercles de la période post-talayotique. Par la suite, la zone a été aménagée par l'essor de l'agriculture et de nombreux hypogées ont été comblés ou réutilisés comme citernes et des talayots convertis en abri pour le bétail voire détruit. Le site a été fouillé en 2000 puis en 2005-2006 lors des travaux de construction du périphérique de Ciutadella. A cette occasion, un secteur comportant de nombreuses structures creusées dans la roche a été découvert sous le Camino Vell à la limite sud du site. Il comprend dix-sept silos et citernes souterrains ainsi que plusieurs canaux partiellement recouverts avec des dalles de pierre.
Le site a été acquis par le Conseil insulaire en 2008 avec le soutien financier du Fonds européen de développement régional. En 2013, l'Espagne a proposé l'inscription du site au titre de la « culture talayotique de Minorque » sur la liste indicative de l'UNESCO, préalable à une possible inscription au patrimoine mondial.

## Description

### Les talayots
Le talayot du sud-ouest peut être considéré comme le prototype du talayot minorquin. De forme tronconique avec une base circulaire d'environ 20 m de diamètre, il a été construit avec de grosses pierres sans mortier. Il possède une pièce à l'étage. La petite écurie moderne en pierres sèches adossée au sud-est est d'époque moderne.

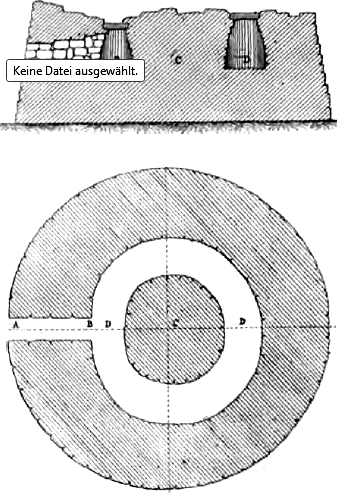
Plan du talayot sud-est dressé par Cartailhac.

Le talayot nord adopte la forme d'un fer à cheval avec une façade plane orientée plein sud. Les restes d'une salle sont visibles au premier étage qui a été endommagé lors de l'installation au sommet de l'édifice de deux bornes géodésiques. Celle-ci a été retirée lors de la rénovation du talayot en 2014. 
Le talayot sud-est, le plus petit du site et le plus mal conservé des trois, est aussi le plus original. On accédait à l'intérieur de l'édifice, de forme circulaire, par un couloir orienté à l'ouest, désormais effondré. L'originalité du bâtiment réside dans son noyau central entouré à mi-hauteur par un couloir tournant accessible depuis une porte située à l'ouest désormais démolie. 

### Les hypogées
Montefí est le village talayotique de Minorque possédant le plus grand nombre de sépultures souterraines dans des grottes artificielles. Vers 1900, douze hypogées de ce type étaient connues mais il n'en demeure plus que six. La plupart ont été construits durant les périodes talayotique et post-talayotique mais certains pourraient être plus anciens. 
Le plus grand hypogée se trouve à 200 m à l'est du talayot sud-est. Il comporte un couloir d'accès de 3,60 m de long sur 1,10 m de large, qui est encore partiellement recouvert par son toit d'origine. L'espace intérieur est divisé en six parties distinctes. On suppose que l'édifice date de l'époque post-talayotique.

### Autres édifices
À l'est du parking du site, on peut apercevoir une colline entourée d'un mur moderne en pierres sèches. Elle pourrait correspondre aux ruines d'un autre talayot ou de l'enceinte à taula, jusqu'ici introuvable.